# Akira Kitaguchi
Akira Kitaguchi (北口 晃, Kitaguchi Akira, né le 8 mars 1935 à Osaka au Japon) est un footballeur japonais.